# Rashond
Een rashond is een hond die is ingeschreven in het stamboek van een erkende landelijke stamboekvoerende organisatie en behoort tot een erkend hondenras. Een rashond moet qua uiterlijk en gedrag voldoen aan de omschrijving van dat ras in een rasstandaard.

## Uiterlijk
Een rashond wordt geacht zijn eigenschappen zuiver te vererven, dat wil zeggen dat twee honden van hetzelfde ras jongen voortbrengen die weer de in de rasstandaard vereiste uiterlijke eigenschappen vertonen. De mate waarin rashonden voldoen aan de rasstandaard wordt beoordeeld op hondententoonstellingen, de best beoordeelde dieren worden bekroond. De belangen van de eigenaars van rashonden worden behartigd door rasverenigingen en kennelclubs.

## Genetische afwijkingen
Rashonden kunnen erfelijke afwijkingen hebben als gevolg van inteelt. Doordat vooral met raszuivere kampioenen wordt gefokt, die vaak nauw aan elkaar verwant zijn, is de genetische diversiteit binnen een aantal raspopulaties afgenomen.
De Raad van Beheer op Kynologisch Gebied in Nederland tracht hier iets aan te doen door geen stambomen meer te verlenen aan honden waarvan de ouders zeer nauw verwant zijn. Ook hebben rasverenigingen fokprotocollen en testprotocollen opgesteld om de incidentie van erfelijke gezondheidsbedreigende afwijkingen terug te dringen.
Ook komt het voor dat er opzettelijk op bepaalde raskenmerken gefokt wordt die de gezondheid van het dier nadelig beïnvloeden, zoals de extreem korte neus bij de mopshond.
Bij bastaardhonden en rashonden kunnen dezelfde erfelijke problemen voorkomen. Omdat de wijze van vererving en de prognoses bij rashonden goed in kaart zijn gebracht, kunnen de problemen bij deze groep gericht behandeld worden, terwijl bij bastaardhonden deze gegevens ontbreken zodat behandeling bij deze honden moeilijker is. Per definitie komen inteelt-problemen bij bastaarden echter minder voor.